# Animawings
Animawings est une compagnie aérienne roumaine, basée à l'aéroport international Henri Coandă de Bucarest.

## Histoire
La compagnie Animwings voit le jour en 2019. En mars 2020, Aegean Airlines prend une participation de 25% dans la compagnie aérienne roumaine. La majeure partie de la compagnie aérienne (les 75%) appartient au groupe Memento, un voyagiste. En juillet 2020, la compagnie aérienne a obtenu son certificat d'exploitation aérienne (OAC) et a lancé des opérations sur des vols charters. En janvier 2021, la compagnie aérienne a commencé à vendre des billets sur son propre site web au départ de 11 aéroports roumains vers des destinations en Afrique, en Europe et au Moyen-Orient.
En octobre 2021, Aegean Airlines augmente sa participation à 51%. Mais en 2024, Aegean vend ses parts au groupe Memento. Par la suite, Animawings a annoncé vouloir étendre son réseau et sa flotte avec 12 Airbus A220 et A320neo.  
Après la livraison des deux premiers A220 en 2024, Animawings prévoit l’arrivée de deux autres en 2025 et six en 2026, pour un total de 10.  

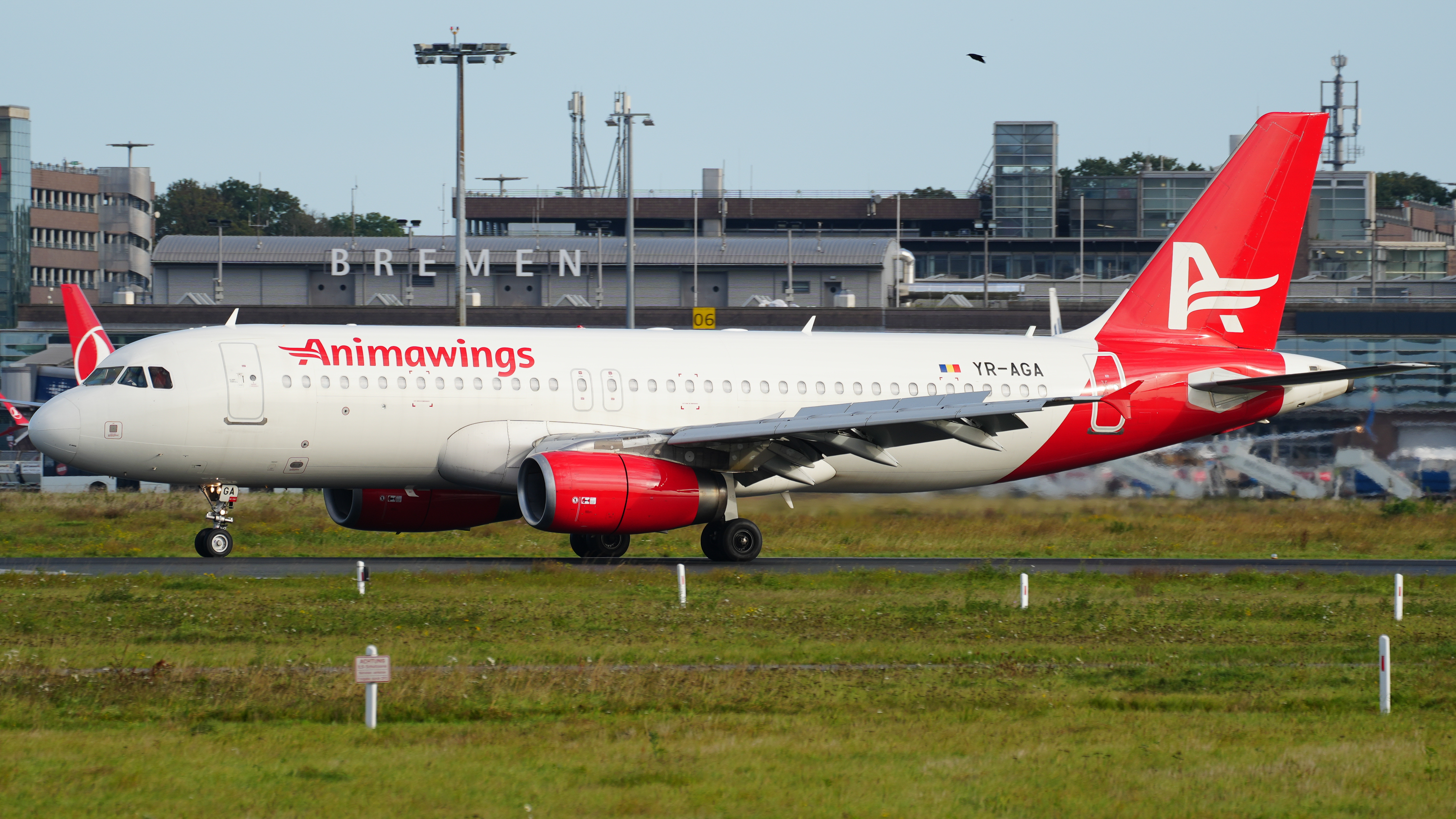
Ancien Airbus A320, retourné à Aegean en décembre 2024.

## Flotte
En juin 2025, la flotte d'Animawings est constituée de la manière suivante,,:
| Avion           | En service | Commandes | Historique | Passagers      | Remarques                                                                        |
| --------------- | ---------- | --------- | ---------- | -------------- | -------------------------------------------------------------------------------- |
| Airbus A220-300 | 2          | 8         | —          | 137 (C12 Y125) | Première livraison en décembre 2024.                                             |
| Airbus A320-200 | 2          | —         | 2          | 180            | SX-DGI et SX-DGJ étaient loués à Aegean et ont été retournés en 2024 et en 2025. |
| Total           | 4          | 8         |            |                |                                                                                  |

## Les références
1. ↑  « Animawings-Airline Code Full Details », sur avcodes.co.uk.
2. ↑  « Greece's Aegean Airlines takes stake in Animawings », ch-aviation, 10 mars 2020
3. ↑  « Romania's Animawings secures AOC, launches operations », ch-aviation, 24 juillet 2020
4. ↑  « Romania's Animawings launches individual ticket sales », ch-aviation, 11 janvier 2021
5. ↑  « Animawings Seeks A220s, A320neos As Romanian Shareholder Takes Over | Aviation Week Network », sur aviationweek.com (consulté le 18 février 2025)
6. ↑  (en-GB) Anton Homma, « Animawings has new owner and plans A220s/A320neos », sur www.scramble.nl, 16 février 2024 (consulté le 18 février 2025)
7. 1 2  (en) « AnimaWings celebrates the inauguration Bucharest–Stockholm route at the Romanian Embassy in Stockholm », sur Romania Insider, 27 mai 2025 (consulté le 28 juillet 2025)
8. ↑  « Fleet », animawings.com
9. ↑  (en) « Animawings Fleet Details and History », sur Planespotters.net, 21 février 2025 (consulté le 21 février 2025)